# Volcán Teuhtli
Volcán Teuhtli är en vulkan i Mexiko.   Den ligger i delstaten Distrito Federal, i den sydöstra delen av landet, 25 km söder om huvudstaden Mexico City. Toppen på Volcán Teuhtli är 2 695 meter över havet, eller 257 meter över den omgivande terrängen. Bredden vid basen är 4,2 kilometer.
Terrängen runt Volcán Teuhtli är kuperad söderut, men norrut är den platt. Runt Volcán Teuhtli är det tätbefolkat, med 411 invånare per kvadratkilometer. Närmaste större samhälle är Iztapalapa, 15,3 km norr om Volcán Teuhtli. Trakten runt Volcán Teuhtli består till största delen av jordbruksmark.